# Trash (pel·lícula de 2020)
Trash és una pel·lícula italiana d'animació infantil del 2020. Dirigida per Francesco Dafano i Luca Della Grotta, la cinta té un grup de deixalles com a protagonistes i tracta sobre el reciclatge i el fet de donar una segona vida als objectes, com caixes, ampolles, llaunes. La història narra com una capsa de cartró trencada, anomenada Prim, viu en un mercat amb altres deixalles com el seu amic Bombelles, una ampolla de refresc de cola. En Prim ja no es creu la llegenda de la piràmide màgica, segons la qual la brossa pot reutilitzar-se i tornar a ser útil. Tanmateix, la seva visió canvia quan coneix la Llamp, una petita caixa que intenta convèncer-lo que qualsevol residu pot ser una important troballa.
El 17 de desembre de 2021 va arribar als cinemes el doblatge en català a través de la distribuïdora Paycom Multimedia.